# بسباسية
البسباسية (الاسم العلمي: Myristicaceae) هي فصيلة من النباتات تتبع رتبة الماغنوليات من طائفة الماغنولانية.

## التصنيف
- البسباسة
- الأتوبة
- الهورسفلدية